# Tv-standard
Tv-standarder (også tv-normer, fjernsynsstandarder, fjernsynsnormer eller tv-systemer) inddeles gerne i analoge og digitale systemer. Systemerne sender på nogle tv-frekvenser, som kan være forskellig fra land til land.

## Analoge

### ITU analog standard oversigt
På en international konference i Stockholm i 1961, definerede International Telecommunications Union en identifikationsoversigt af analoge tv-systemer. Hvert monokromt system bliver tildelt et bogstav (A-M); i kombination med et farvesystem (NTSC, PAL, SECAM), dette specificerer fuldstændigt alle analoge mono tv-systemer i hele verden (for eksempel PAL-B, NTSC-M, osv.).
Den følgende tabel viser de principielle karakteristikker af hvert system med tilføjelser. TV systemer hvis anvendelse er ophørt vises med grå tekst, andre tidligere nedlagte systemer, som aldrig blev navngivet af ITU, vises ikke.
| System | Linjer | Helbilledhastighed (Hz) | Kanal båndbredde (MHz) | Video båndbredde (MHz) | Analog mono-lyd offset (MHz) | Vestigal sidebånd (MHz) | VSB-AM video mod. | Lyd mod. | Sædvanlig farve                   |
| ------ | ------ | ----------------------- | ---------------------- | ---------------------- | ---------------------------- | ----------------------- | ----------------- | -------- | --------------------------------- |
| A      | 405    | 25                      | 5                      | 3                      | −3,5                         | 0,75                    | pos.              | AM       | ingen                             |
| B      | 625    | 25                      | 7                      | 5                      | +5,5                         | 0,75                    | neg.              | FM       | PAL (SECAM Grækenland)            |
| C      | 625    | 25                      | 7                      | 5                      | +5,5                         | 0,75                    | pos.              | AM       | ingen                             |
| D      | 625    | 25                      | 8                      | 6                      | +6,5                         | 0,75                    | neg.              | FM       | SECAM (PAL Kina)                  |
| E      | 819    | 25                      | 14                     | 10                     | ±11,15                       | 2,00                    | pos.              | AM       | ingen                             |
| F      | 819    | 25                      | 7                      | 5                      | +5,5                         | 0,75                    | pos.              | AM       | ingen                             |
| G      | 625    | 25                      | 8                      | 5                      | +5,5                         | 0,75                    | neg.              | FM       | PAL (SECAM Grækenland)            |
| H      | 625    | 25                      | 8                      | 5                      | +5,5                         | 1,25                    | neg.              | FM       | PAL                               |
| I      | 625    | 25                      | 8                      | 5.5                    | +5,9996                      | 1,25                    | neg.              | FM       | PAL                               |
| J      | 525    | 30                      | 6                      | 4.2                    | +4,5                         | 0,75                    | neg.              | FM       | NTSC                              |
| K      | 625    | 25                      | 8                      | 6                      | +6,5                         | 0,75                    | neg.              | FM       | SECAM                             |
| K'     | 625    | 25                      | 8                      | 6                      | +6,5                         | 1,25                    | neg.              | FM       | SECAM                             |
| L      | 625    | 25                      | 8                      | 6                      | +6,5                         | 1,25                    | pos.              | AM       | SECAM                             |
| M      | 525    | 30                      | 6                      | 4.2                    | +4,5                         | 0,75                    | neg.              | FM       | NTSC (PAL Brasilien) (SECAM Laos) |
| N      | 625    | 25                      | 6                      | 4.2                    | +4,5                         | 0,75                    | neg.              | FM       | PAL                               |